# Jinotega
La ciutat de Jinotega, coneguda també com Las Brumas, és la capçalera del municipi i del departament homònim a Nicaragua. La distància a Managua és de 142km (aproximadament 2 hores i mitja, per les autopistes NIC 1,3: Panamericana Nord i NN74: Guayacán). Segons INIDE (Institut Nicaragüenc d'estadístiques), la població total, estimada al 30 de juny de l'any 2012 en el departament de Jinotega: 417 372 (gairebé mig milió) i en el municipi: 123 548. En el 2014 el nombre d'habitants a l'àrea urbana de Jinotega ha estat de 51 073.
L'11 de febrer de 1883 a la vall se li va atorgar el títol de ciutat. La vall de clima fresc limita a l'est amb la serralada Isabelia (Nebliselva d'altura, cultiu de flors, Reserva Natural Datanlí, La Bastilla Ecolodge), a l'oest amb la La Penya De la Creu (Altura: 800 metres, situada en el cim de la regió muntanyenca, accessible per graderies), al nord amb el Llac Apanás (a 5km) i sortida cap als municipis de: El Cuá, La Concòrdia, San José de Bocay, Sant Rafael del Nord, Sant Sebastià de Yalí, Santa María de Pantasma, Wiwilí i Estelí, al sud les Antenes de telecomunicacions (Situades en el cim de la regió muntanyenca el Forn, amb vista a la ciutat, Volcà Momotombo de León (Nicaragua)) i sortida a Managua.